# Α-グルコシル-ルチン
α-グルコシル-ルチンは、フラボノール配糖体であるルチンの誘導体。ルチンのルチノースにさらにグルコースが1分子付加した化合物。ルチンと比較して水溶性が高くなっている。